# Jacek Gmoch
Jacek Wojciech Gmoch (Pruszków, 13 gennaio 1939) è un ex calciatore e allenatore di calcio polacco, di ruolo difensore.

## Carriera
Ha guidato la nazionale polacca al campionato del mondo 1978.

## Palmarès

### Giocatore

#### Club

##### Competizioni nazionali
- Campionato polacco: 1

Legia Varsavia: 1968-1969
- Coppa di Polonia: 2

Legia Varsavia: 1964, 1966

### Allenatore

#### Club

##### Competizioni nazionali
- Campionato greco: 2

Panathinaikos: 1983-1984
Larissa: 1987-1988
- Coppa di Grecia: 1

Panathinaikos: 1983-1984
- Campionato cipriota: 1

APOEL: 1991-1992
- Coppa di Cipro: 1

APOEL: 1992-1993
- Supercoppa di Cipro: 2

APOEL: 1992, 1996